# James Marcus (attore)
James Marcus, nome d'arte di Brian Terence James (Romford, 23 giugno 1942 – Londra, 4 maggio 2020), è stato un attore britannico, conosciuto per la sua interpretazione di Georgie Boy, uno dei drughi nel film Arancia meccanica (1971) di Stanley Kubrick.

## Carriera
Prima di diventare un apprendista pittore, trascorse la maggior parte della sua adolescenza facendo esibizioni teatrali. Dopo aver studiato corsi di recitazione presso la scuola drammatica di Londra, ottenne alcuni ruoli in rappresentazioni basate sulle opere di William Shakespeare. 
Fece la sua prima apparizione in televisione in uno spettacolo della BBC chiamato Hello, Good Evening and Welcome, nel 1968. Ottenne anche un ruolo nella commedia The Virgin Soldiers (1969). Nel 1970, Kubrick si mise in contatto con il giovane attore per un provino per il suo prossimo progetto, un adattamento del romanzo di Anthony Burgess A Clockwork Orange, rimanendo colpito dal comportamento oscuro di James, cosa che gli valse il ruolo. Durante le riprese, Kubrick ha descritto James come una persona molto professionale. 
Partecipò anche ad alcune serie televisive come UFO, L'ispettore Regan , Doctor Who, Z-Cars e I Professionals. Recitò anche in Il funzionario nudo (1975) con John Hurt e McVicar (1980). Uno dei suoi altri ruoli più conosciuti è quello del ufficiale Sidney Tate in London's Burning.
Morì a Londra, precisamente nel quartiere di Lambeth, il 4 maggio 2020 all'età di 77 anni. La notizia della sua morte venne diffusa solo 4 anni dopo.

## Filmografia parziale

### Cinema
- The Virgin Soldiers, regia di John Dexter (1969)
- Arancia meccanica (A Clockwork Orange), regia di Stanley Kubrick (1971)
- McVicar, regia di Tom Clegg (1980)

### Televisione
- The Wednesday Play - serie TV, 1 episodio (1968)
- UFO - serie TV, 1 episodio (1971)
- L'ispettore Regan (The Sweeney) - serie TV, 1 episodio (1975)
- Il funzionario nudo (The Naked Civil Servant) - film TV (1975)
- Doctor Who - serie TV, 4 episodi (1974-1978)
- Z Cars - serie TV, 4 episodi (1969-1978)
- I Professionals (The Professionals) - serie TV, 1 episodio (1980)
- London's Burning: The Movie - film TV (1986)